# Lepidurus packardi
Lepidurus packardi là một loài tôm nòng nọc quý hiếm được biết đến với tên gọi thông thường Tôm nòng nọc hồ mùa xuân. Nó có nguồn gốc ở California và miền nam Oregon. Loài giáp xác này dài khoảng 5 cm (2,0 in). Nó có một lá chắn như mai dài đến 3,5 cm (1,4 in). Nó có mắt kép, lên đến 48 cặp phyllopods (chân bơi).